# Hendrik van Sausenberg
Hendrik van Sausenberg (1300-1318) was van 1313 tot 1318 de tweede markgraaf van Baden-Sausenberg. Hij behoorde tot het huis Baden.

## Levensloop
Hendrik was de oudste zoon van markgraaf Rudolf I van Baden-Sausenberg en Agnes van Rötteln, dochter van heer Otto van Rötteln. In 1313 volgde hij zijn overleden vader op als markgraaf van Baden-Sausenberg, maar was op dat moment nog minderjarig. Toen hij in 1315 officieel volwassen werd verklaard, kreeg hij van zijn kinderloze oom, heer Lüthold II van Rötteln, de heerlijkheid Rötteln toegewezen. Zijn oom overleed in 1316.
Hendrik overleed in 1318 op jonge leeftijd. Omdat hij ongehuwd en kinderloos gebleven was, erfden zijn broers Rudolf II en Otto I zijn bezittingen.